# Richard Wetzell
Richard Friedrich Wetzell (* 5. August 1961 in New York City) ist ein US-amerikanischer Historiker, der sich vor allem auf die Erforschung der historischen Grundlagen der deutschsprachigen Kriminologie spezialisiert hat. Er ist Research Fellow am German Historical Institute in Washington, D.C. Er absolvierte das Swarthmore College und spezialisierte sich an der Columbia University und der Stanford University auf europäische Geschichte, wo er einen Master-Abschluss erwarb und anschließend promovierte.

## Veröffentlichungen (Auswahl)
- Inventing the Criminal. A History of German Criminology, 1880–1945. University of North Carolina Press, 2000.
- Crime and Criminal Justice in Modern Germany. Berghahn Books, 2014.
- Der Verbrecher und seine Erforscher: Die deutsche Kriminologie in der Weimarer Republik und im Nationalsozialismus. In: Thomas Vormbaum (Hrsg.): Jahrbuch der Juristischen Zeitgeschichte. Band 8 (2006/2007). Berliner Wirtschafts-Verlag, Berlin 2007, ISBN 978-3-8305-1471-8, S. 256–279.